# Chusquea simpliciflora
Chusquea simpliciflora är en gräsart som beskrevs av William Munro. Chusquea simpliciflora ingår i släktet Chusquea och familjen gräs. Inga underarter finns listade i Catalogue of Life.